# Griquas
Les Griquas (ou Gricquas ou Griekwas en afrikaans) sont une population de langue afrikaans vivant en Afrique du Sud. Le gouvernement de l'apartheid les considérait comme une sous-division de la catégorie « Coloured », c'est-à-dire ni blanche ni noire, mais métis. Ils tirent leur nom d'une tribu khoïkhoï, les Gurirgiqua (ou Grigriqua), et ils descendent largement des peuples khoïsan métissés avec des Européens issus de la colonie du Cap.

## Origines
Les Griquas sont issus de mélanges entre les colons blancs du Cap, et les populations locales, en particulier les esclaves. Le terme Griqua n'a été adopté qu'en 1813. Jusqu'à cette date, on parlait de Bastards (bâtards). Le terme désignait d'ailleurs les métis en général, et pas seulement les Griquas.
À l'origine, les Bastards se sont donc développés comme une population assez largement marquée par la culture afrikaner, en particulier au plan linguistiques et religieux : ils parlaient afrikaans et étaient chrétiens (protestants). Ils étaient libres. Leur statut social était donc meilleur que celui des autochtones, mais inférieur à celui des blancs.
Le groupe Griqua s'est véritablement formé au sein de la population métis du Cap après 1751. C'est à cette date que Adam Kok I (né en 1710), un ancien fonctionnaire Bastard du gouvernement colonial néerlandais, conduisit un groupe de métis et de Khoikhoi vers l'importante ferme qu'il avait achetée près de la zone du Cap, à Piketberg. C'est dans cette zone que son groupe se liera avec la tribu Khoikhoi des Gurirgiqua (ou Grigriqua), qui donnera son nom à la communauté en 1813.
Le Piketberg, qui est assez loin de ce que sera le Griqualand, sera le point de départ des migrations futures des Griquas. La motivation du départ du Cap semble avoir été la difficulté d'obtenir un statut social satisfaisant dans les zones Afrikaners.
D'autres groupes de Bastards de langue afrikaans ont continué à exister en Afrique du Sud ou en Namibie, indépendamment des Griquas, après le départ de ceux-ci de la colonie du Cap. Alors que les Griquas ont abandonné cette terminologie en 1813, ces autres groupes ont continué à utiliser le terme Bastard comme autoethnonyme (le nom que se donne une ethnie). Voir aussi les articles sur les Oorlam de Namibie, les Basters de Rehoboth ou les Malais du Cap.

## Migrations

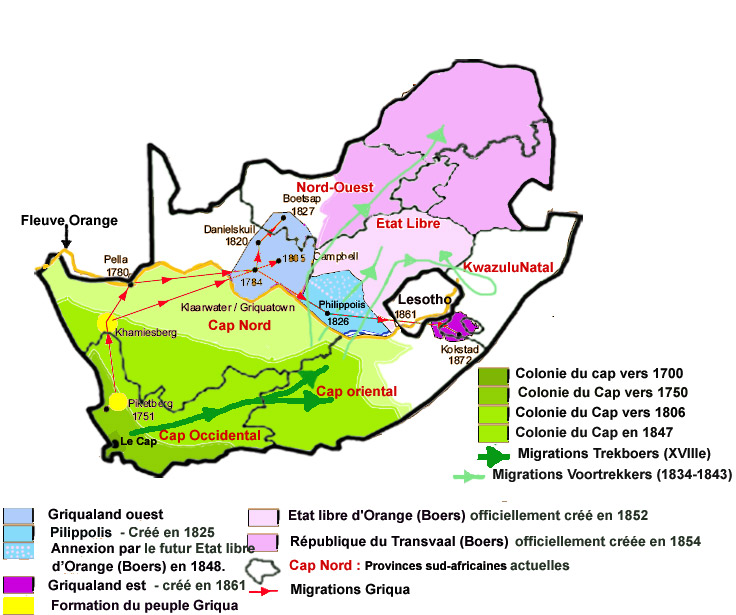
Carte des migrations Griquas aux

Entre 1751 et 1784, les Griquas migrent vers le nord-est sous la direction de leur Kapteyn (capitaine, le nom donné à leurs chefs traditionnels), Adam Kok I (né en 1710 ; Kapteyn : 1751-1795). Les Kapteyn suivants seront issus de la famille Kok.
Après avoir gagné le nord de l'actuelle Afrique du Sud, sur le fleuve Orange, les Griqua migrent en suivant le fleuve, c’est-à-dire vers le sud-est. Jusqu'en 1872, les migrations Griquas se feront le long du fleuve Orange, en remontant vers sa source.
En 1784, Cornélius Kok, fils d'Adam Kok I (et Kapteyn après la mort de celui-ci, en 1795) s'installe avec un groupe dans ce qui deviendra le Griqualand ouest. La ville de Klaarwater est fondée la même année. Elle deviendra Griquatown en 1813, après l'adoption du nom de Griqua par la communauté.
Ce changement de terminologie s'est fait sous l'influence d'un missionnaire britannique, nommé Campbell, qui convainquit les Griquas du caractère dépréciateur du terme Bastards. C'est cette même année et sous cette même influence que les Griquas se doteront d'une constitution écrite de 14 articles, d'un tribunal de 9 magistrats et d'une haute cour de 4 membres.
Le Griqualand se trouve dans l'actuelle province sud-africaine du Cap-du-Nord (au nord du fleuve Orange et à l'ouest de ce qui sera après 1852 l'État libre d'Orange). C'est une région semi-désertique d'environ 36 000 km2.
De 1784 aux années 1830, les Griquas vont connaître une croissance démographique et vont agrandir le Griqualand, tant vers le nord-est que vers le sud-est. Sont ainsi fondés les bourgs de Campbell (1805), Daniëlskuil (1820), Philippolis (1826) et Boetsap (1827).
Cette poussée Griqua s'est parfois accompagnée d'exactions contre les populations indigènes (Bushmen), du moins si on en croit les rapports de l'époque. Mais elle s'est surtout accompagnée d'une assimilation poussée d'une partie de ces populations. Alors que la plupart des groupes sud-africains (y compris les autres communautés Bastards) se sont montrées assez endogames, les Griquas n'ont cessé de se mélanger aux groupes autochtones rencontrés. Cette ouverture a été dominée par l'assimilation des autochtones aux Griquas, mais les Griquas prendront cependant certains traits culturels des populations Khoikhoi ou Bushmen qu'ils assimileront. Les gravures du XIXe siècle décrivant les bourgs Griquas sont ainsi révélatrices d'une société composée de strates plus ou moins anciennement « occidentalisées » : des maisons à l'européenne voisinent avec des cases traditionnelles Khoikhoi (en forme de dôme), des Griquas habillés à l'européenne se mêlent à des Griquas (sans doute d'origine plus récente) habillés comme des autochtones. De fait, si les Griquas sont bien un groupe métissé d'un point de vue culturel, cette large ouverture aux populations locales (un de leurs plus grands chefs sera lui-même d'origine Bushmen) en a fait une population où les gènes européens sont devenus tout à fait marginaux (cf. infra).
Les migrations Griquas ne sont pas isolées. Elles font partie d’une large tendance au déplacement des populations d'Afrique australe aux XVIIIe siècle et XIXe siècle.
Parmi ces migrations on peut aussi citer l'expansion vers l'est des blancs Trekboers Afrikaners tout au long du XVIIIe siècle, le Grand Trek de leurs descendants (années 1830 et 1840), le Mfecane des populations noires (début du XIXe siècle), la grande vague d'immigration de mineurs blancs vers le Witwatersrand (seconde moitié du XIXe siècle) et l'établissement massif des Asiatiques au Natal (fin XIXe siècle).

## Développement du Griqualand
L’expansion Griqua s'est accompagnée de divisions politiques.

### Le Griqualand Ouest
Celui-ci fait environ 36 000 km de superficie.
Après la mort de Cornélius Kok en 1801, Kapteyn depuis 1795, deux successeurs apparaissent : Adam Kok II de 1801 à 1823 et Barend Barends de 1800  jusqu'à son décès en 1839. Chaque Kapteyn avait sa zone d'influence, mais on ne peut pas parler de formation d'États indépendants.
En 1819, aucun des deux Kapteyn ne résidait à Griquatown. Adam Kok II résidait à Campbell, et Barend Barends à Daniëlskuil. Les anciens de Griquatown décidèrent donc de la nomination d'un nouveau Kapteyn, propre à la ville et à ses environs, Andries Waterboer de 1819 jusqu'à son décès en 1852, un ancien orphelin Bushman recueilli par les Griquas, et qui sera le principal dirigeant du Griqualand ouest à compter des années 1820.
Après 1819, le Griqualand avait donc 3 Kapteyn.
En 1823, Adam Kok II perdit sa position, et dut céder son poste de Kapteyn à Cornélius Kok II de 1823 à 1857. Lui et ses partisans semblant représenter un danger pour l'ordre dans la région, les Britanniques décidèrent de lui attribuer un nouveau territoire autour de la petite mission de Philippolis, au sud-est du Griqualand ouest (dans le sud de l'actuelle province sud-africaine appelée l'État libre). Il y avait désormais 4 Kapteyn.
Au Griqualand ouest, Andries Waterboer renforça sa position. Le départ des partisans de Adam Kok II affaiblissait le groupe de Cornélius Kok II, dont le territoire et le pouvoir se trouvèrent restreints jusqu'à sa mort en 1857. Barend Barends, également affaibli, se retira vers le nord, quittant Daniëlskuil pour Boetsap (1827), où il resta jusqu'à sa mort, en 1839.
À compter du milieu des années 1820, Andries Waterboer se trouva le principal des 3 Kapteyn du Griqualand est. Son fils, Nicolaas Waterboer de 1853 à 1871, lui succéda après sa mort, en 1852. Avec la disparition de Barend Barends en 1839, puis celle de Cornélius Kok II en 1857, le Griqualand ouest se retrouva unifié sous la « dynastie » des Waterboer.
En 1871, le Griqualand ouest, soumis à une forte pression des Boers de l'État libre d'Orange, préféra négocier son annexion par la colonie britannique du Cap. L'annexion s'était accompagnée d'une promesse de garantir les terres Griquas. Mais après de nombreux empiètements sur leurs terres, les Griquas se soulevèrent en 1878-1879, avant d'être vaincus par les Britanniques.

### Philippolis
En 1825, les territoires Griquas se divisent en deux États : au nord-ouest la zone du peuplement originel (désormais appelé Griqualand ouest), dirigée par Cornélius Kok II, Barend Barends et surtout Andries Waterboer, et au sud-est la région nouvellement colonisée de Philippolis, dirigée par Adam Kok II de 1825 jusqu'à son décès en 1835. Le nouveau territoire faisait environ 21 000 km².
La terre, sensiblement plus riche que celle du Griqualand ouest, va attirer des colons Griquas originaires de ce territoire, mais aussi des colons blancs venus du Cap.
À partir de la seconde moitié des années 1830, les deux États Griquas commencent à se heurter aux Boers du grand Trek. Ils se trouvent en effet sur le chemin de leur migration, surtout l'État de Philippolis. En 1835, Adam Kok II se rend au Cap pour discuter du problème avec le gouverneur, qui refuse de le recevoir. Il meurt sur le chemin du retour. Abraham Kok (1835-1837 déposé) lui succède, avant d'être déposé par son frère Adam Kok III (1837-1861 puis émigration vers Griqualand est).
Abraham Kok, chassé du pouvoir, rejoint le Griqualand ouest, et se joint à son oncle Cornélius Kok II pour attaquer Andries Waterboer. Celui-ci l'emporte avec l'aide d'Adam Kok III. À la suite de cette alliance, les deux États du Griqualand ouest et de Philippolis fixent par un traité de 1838 la frontière entre les deux territoires.
En 1845, une guerre oppose les Boers de l'État libre d'Orange (en formation, État reconnu par les Britanniques en 1852) aux Griquas de Philippolis soutenus par les Britanniques. En 1848 l'État Libre annexa cependant avec l'accord des Britanniques l'est du territoire de Philippolis.
En 1861, Adam Kok III, considérant que la pression de l'État libre devenait insupportable, décida de vendre son territoire aux Boers de l'État libre d'Orange. Il mena alors 2 000 Griquas vers le territoire alors nommé le no man's land, qui sera alors rebaptisé Griqualand est. La majorité des Griquas de Philippolis restèrent cependant à Philippolis.
Après la découverte des diamants dans la région de Kimberley en 1867 (à la frontière entre Philippolis et le Griqualand ouest), la pression britannique sur la zone devint très forte. Tout en conservant l'essentiel de Philippolis, l'État libre d'Orange dut céder la zone de Kimberley au Royaume-Uni en 1871. La population attirée par la « ruée vers l'or » y était désormais très importante.
La région obtint un statut spécifique en 1872, avec un conseil exécutif nommé et un conseil législatif partiellement élu. Ce statut et ces institutions (qui n'étaient pas spécifiquement Griquas) furent supprimés quand le territoire fut rattaché à la colonie britannique du Cap en 1880.
| Liste des Kapteyn de l'État Griqua de Philippolis |
| ------------------------------------------------- |
| Adam Kok II - 1825-1835                           |
| Abraham Kok - 1835-1837 déposé                    |
| Adam Kok III - 1837-1860                          |

### Le Griqualand Est

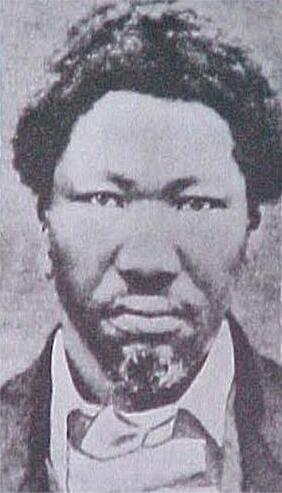
Adam Kok III, vers 1870.

Après la conquête du Griqualand ouest, beaucoup de Griquas restèrent dans la région de Philippolis, sous contrôle de l'État libre, mais d'autres (on parle de 2 000 personnes) préférèrent émigrer en 1863 vers la région dite du no man's land, sous la conduite d'Adam Kok III, ancien Kapteyn de Philippolis. Cette région deviendra connue sous le nom de Griqualand est.
Ce territoire de 19 000 km² faisait partie par traité des territoires du souverain africain Fazu, mais celui-ci avait évacué la zone de sa population, pour créer une zone neutre et vide entre ses territoires et ceux du Natal britannique.
L'émigration fut difficile, car les Griquas durent traverser les montagnes du Drakensberg.
La ville de Kokstad, fondée en 1872, devint le siège du gouvernement et du parlement.
La zone connut rapidement la pression démographique d'autres populations, en particulier celle de colons britanniques qui rachetèrent une forte proportion des terres Griquas, et de populations africaines.
Adam Kok III mourut accidentellement en 1875. Les Britanniques décideront alors de prendre le contrôle de la région. La région sera rattachée à la colonie britannique du Cap en 1880. La colonie britannique du Natal tenta également d'obtenir le territoire, mais échoua.
En 1897-1897, des troubles éclatèrent au sein de la population Griqua, semble-t-il sur la base de revendications agraires. Le chef de file du mouvement, Andrew Andries Stockenstrom Le Fleur (Le Fleur est le nom de famille), sera arrêté et condamné par un tribunal britannique à 14 ans de bagne. Après sa libération le 3 avril 1903, celui-ci établit la Griqua National Conference of South Africa. En 1927, il mènera une émigration partielle de Griquas du Griqualand est vers de nouvelles terres.
Il meurt en 1941, et est toujours aujourd'hui considéré comme un héros national Griqua. Ses descendants sont toujours parmi les actuels dirigeants communautaires Griquas. Andrew Andries Stockenstrom Le Fleur ayant épousé la fille d'un neveu d'Adam Kok III, la famille Le Fleur descend aussi de la famille Kok. Le maintien de cette influence familiale à travers 250 années d'histoire est à noter.
La région fait aujourd'hui partie de la province sud-africaine du KwaZulu-Natal.
Les Griquas du Griqualand est, cette zone avancée du peuplement Griqua, ont aujourd'hui largement disparu, par émigration (en particulier celle menée par Le Fleur en 1927) ou assimilés par la population locale.

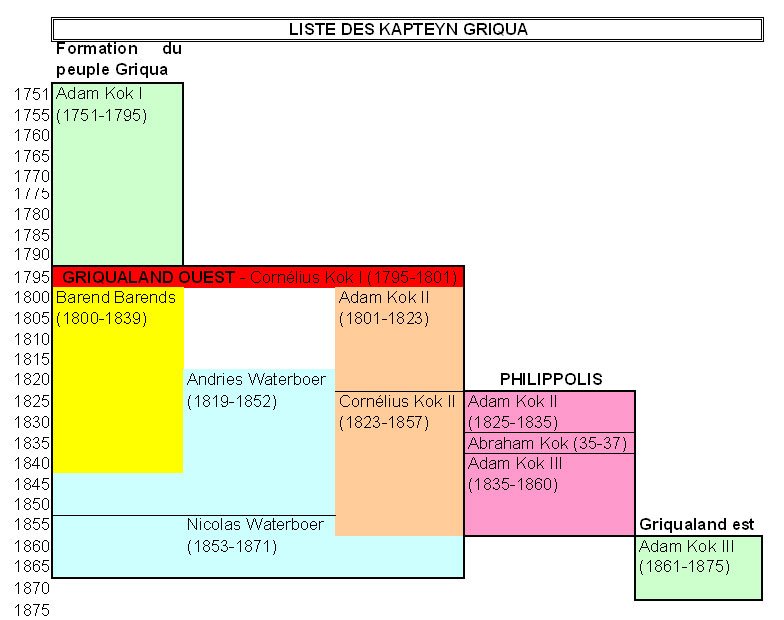
Liste des Kapteyn Griqua aux

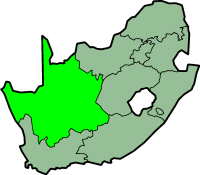
Actuelle province du Cap-du-Nord.

## Aujourd'hui
Les Griquas contemporains sont 100 000 à plus de 300 000 individus (selon les sources), demeurant surtout dans la province sud-africaine du Cap-du-Nord, dans l'ancien Griqualand ouest.
Les Griquas de Griqualand Est, qui ne furent jamais très nombreux, ont émigré vers d'autres régions, ou se sont assimilés à la population xhosa sur place.
Au cours de leurs migrations, les Griqua se sont fortement mélangés avec les populations noires des régions traversées, et ont vu leurs caractéristiques ethniques originelles évoluer. Bien que les Griqua soient toujours culturellement un mélange d'influences européennes et khoïkhoï, les analyses génétiques indiquent que la majorité de l'actuelle population Griqua est un mélange de Khoïkhoïs et de peuples africains (principalement des Tswanas), avec seulement de petites contributions de gènes Bochimans et européens.